# Oenosandra terminalis
Oenosandra terminalis är en fjärilsart som beskrevs av Walker. Oenosandra terminalis ingår i släktet Oenosandra och familjen Oenosandridae. Inga underarter finns listade i Catalogue of Life.